# Marc Casadó
Marc Casadó Torras (* 14. září 2003 Sant Pere de Vilamajor) je španělský fotbalista, který hraje jako defenzivní záložník za Barcelonu a španělskou reprezentaci.

## Klubová kariéra
Ve věku 13 let přestoupil do mládeže Barcelony. V roce 2021 byl pětkrát na lavičce náhradníků B-týmu. V létě 2022 se stal hráčem A-týmu. 5. července 2022 prodloužil smlouvu do roku 2024.
27. srpna 2022 debutoval za B-tým v Primera Federación proti Castellónu. 1. listopadu 2022 debutoval za A-tým proti Viktorii Plzeň. V zápase Ligy mistrů ve 67. minutě střídal zraněného Francka Kessiého.
V sezóně 2023/2024 se stala kapitánem B-týmu. 17. března 2024 debutoval v La Lize proti Atléticu Madrid, když střídal Héctora Forta.

## Reprezentační kariéra
Reprezentoval Španělsko v kategoriích do 16, 17 a od roku 2024 21 let.
Hrál za seniorskou reprezentaci v Lize národů, nastoupil proti Dánsku a Švýcarsku. Debut si odbyl proti Dánsku, v 70. minutě střídal Martína Zubimendiho.

## Úspěchy

### FC Barcelona U19
- División de Honor Juvenil: 2021/22